# Ratten 07
Ratten 07 war der Name einer Theatergruppe aus Obdachlosen in Berlin.
Die Ratten 07 waren unter dem Namen „Freunde der Ratten e. V.“ als Verein organisiert. Spielstätte war in den ersten Jahren die Volksbühne am Rosa-Luxemburg-Platz. Nach einer Zwischenstation im RAW-Tempel spielen die Ratten 07 seit 2008 im Theaterforum Kreuzberg.

## Geschichte
Der englische Regisseur Jeremy Weller suchte Ende 1992 für sein „Pest-Projekt“ – eine „sehr, sehr freie Bearbeitung“ des Romans Die Pest von Albert Camus – zusätzlich zu den professionellen Schauspielern auch Obdachlose als Mitwirkende. Unterstützt wurde das Projekt von der Kostüm- und Bühnenbildnerin Nadira Nasser, die Kontakte zur Volksbühne hatte. Charlie Wiseman, Sohn von Frederick Wiseman kam aus London, mit Erfahrungen als Schauspieler, der mit Obdachlosen arbeitete und versuchte immer noch Friedensprojekte zu bauen. Als Mitglied der Besetzerszene hatte Nadira andererseits auch Kontakte zu Leuten, die sich aus der Kultur- und Theaterszene der ehemaligen DDR kannten, wie z. B. Falko Hennig oder Ancestor. Sie waren Hausbesetzer mit Nasser und Wiseman. Andere hatten unter Tadeusz Kantor in Kraków studiert.
Die erste Produktion dieser losen Gruppierung war das „Pest-Projekt“, an dem 15 Mitarbeiter der Volksbühne und 15 Obdachlose beteiligt waren. Die ersten Ratten waren Uwe „Hunni“ Hundertmark, Andreas Merten und Jörg Lengner. Das Stück wurde nach Aufführungen an der Volksbühne zum Edinburgh Festival Fringe eingeladen. Zunächst war keine Fortsetzung der Theaterarbeit geplant, obwohl es schon zwischen Castorf und Wiseman diskutiert wurde. Die an dem Stück beteiligten obdachlosen Schauspieler gründeten zusammen mit Unterstützern dann eine eigenständige Theatertruppe und gaben sich – als „erstes Berliner Obdachlosentheater“ – den Namen „Ratten 07“. Die Gründung erfolgte im Dezember 1992. 2002 trennte sich das Ensemble von der Volksbühne und die Spielorte wechselten, gespielt wurde im Theaterforum Kreuzberg, im Stadtbad Steglitz oder im Prater in Prenzlauer Berg.
Die Ratten brachten bisher mehr als 55 Stücke auf die Bühne. Als Regisseure waren u. a. Roland Brus, Hendrik Mannes oder Gunter Seidler beteiligt.
2002 produzierte Rosa von Praunheim zusammen mit den Bewohnern des Mecklenburgischen Dorfes Wrodow und den Ratten 07 den Film Kühe vom Nebel geschwängert. 2003 folgte der einstündige Dokumentarfilm Ratten 07, der ebenfalls von Rosa von Praunheim produziert wurde und 2003 auf Arte ausgestrahlt wurde.

## Auflösung
Der ehemalige Strassenfeger-Redakteur Karsten Krampitz geht in seinem im Juni 2023 im ND erschienen Beitrag davon aus, dass sich das Ensemble im Zuge der Corona-Pandemie in aller Stille aufgelöst hat. Weder ist das Büro besetzt, noch werden neue Produktionen angekündigt. Ein weiter Grund für die Auflösung ist auch das hohe Alter der verbliebenen prägenden Akteure Manfred „Manne“ Keil und Heinz Kreitzen.

## Auszeichnungen
- 1995: Akademie der Künste – Kunstpreis für Darstellende Kunst der Stadt Berlin.
- 2020: Silvio-Meier-Preis

## Belege
1. ↑  Exoten im Kulturbetrieb. Bericht über die Ratten 07
2. ↑  Michael Laages: 25 Jahre Theaterensemble „Ratten 07“, Vom Obdachlosentheater zum obdachlosen Theater, Deutschlandfunk, 2. Dezember 2017, abgerufen am 24. September 2021
3. ↑  Seifenblase der Illusion Der Spiegel, 29. September 1992, abgerufen am 24. September 2021
4. ↑  Angela Neustatter, Charlie Wiseman: Gypsy: You and I killed the Kennedys.
5. ↑  LONDON PEACE THROUGH COMMUNITY VIDEO. Abgerufen am 25. September 2024 (englisch).
6. ↑  Die Straßenkünstler vom RAW-Tempel Der Tagesspiegel, 30. März 2010, abgerufen am 24. September 2021
7. ↑  Ratten 07. Rosa von Praunheim, abgerufen am 27. September 2021.
8. ↑  Karsten Krampitz: Am Anfang war der Schrei. ND-Artikel vom 09.06.2023